# Ca' Pesaro

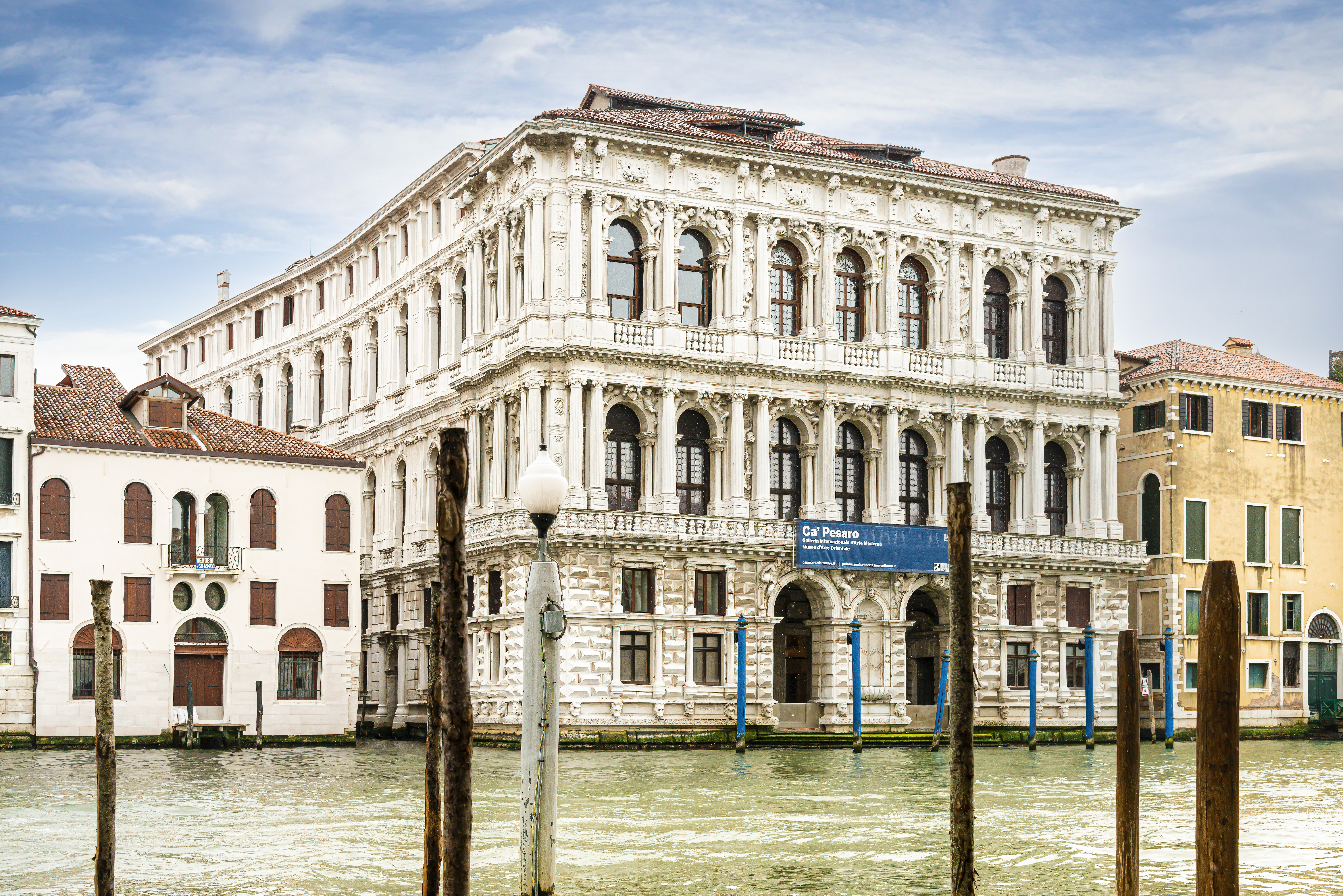
Ca' Pesaro

Judith II van Gustav Klimt

Het Ca' Pesaro is een paleis in Venetië in de sestiere Santa Croce aan het Canal Grande.

## Geschiedenis
Rond 1600 kocht de familie Pesaro drie naast elkaar gelegen paleizen in Venetië, die ze in 1628 lieten slopen om op die plaats één nieuw paleis te bouwen. De architect was Baldassare Longhena. Hij overleed in 1682, toen de eerste verdieping nog niet eens af was. Zijn opvolger was Antonio Gaspari, die het gebouw in 1710 voltooide.
In de 19de eeuw veranderde het paleis na het uitsterven van de familie Pesaro een aantal keer van eigenaar tot het ten slotte in bezit van de adellijke familie La Masa uit Verona. In 1889 liet Felicità Bevilacqua La Masa het palazzo na aan de stad Venetië, met de bedoeling het te bestemmen voor moderne kunst. In 1902 richtte de stad er een museum van moderne kunst op. Na de Eerste Wereldoorlog werd er ook een museum voor Oosterse kunst in ondergebracht.

## Musea
Het grootste deel van de collectie van de Galleria Internazionale d'Arte Moderna bestaat uit werken van de Biënnale van Venetië. De belangrijkste namen zijn: Joan Miró, Wassily Kandinsky, Gustav Klimt (Judith II), Constantin Meunier, Paul Klee en Calder. Ook hedendaagse kunstenaars kunnen er regelmatig tentoonstellen.
In hetzelfde gebouw is op de bovenste verdieping ook het Museo d'Arte Orientale gevestigd met een grote collectie Japanse kunst uit de Edoperiode. Ze werd verzameld door prins Enrico II di Borbone, graaf van Bardi, tijdens een reis in Azië van 1887 tot 1889. Vooral de moeite is een schitterende draagstoel, de prachtig versierde kamerschermen en de verscheidene schilderingen op papier en zijde. Daarnaast bezit het museum ook een kleinere Chinese collectie en een verzameling Javaanse schaduwpoppenspelen.

## Galerij

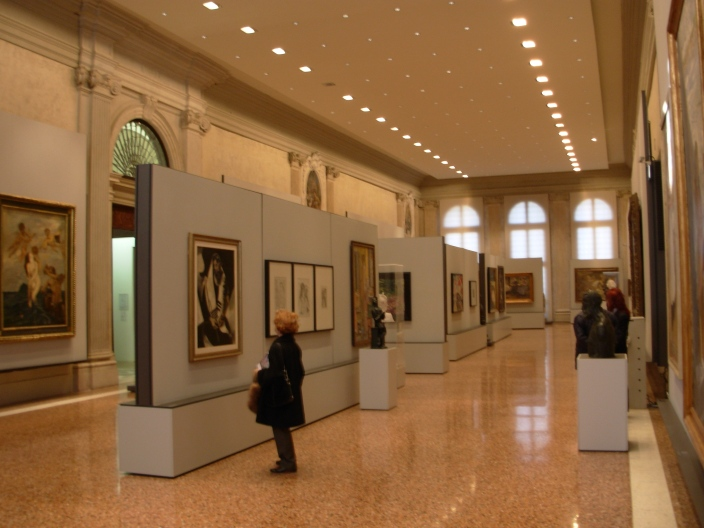
Galleria Internazionale d’Arte Moderna
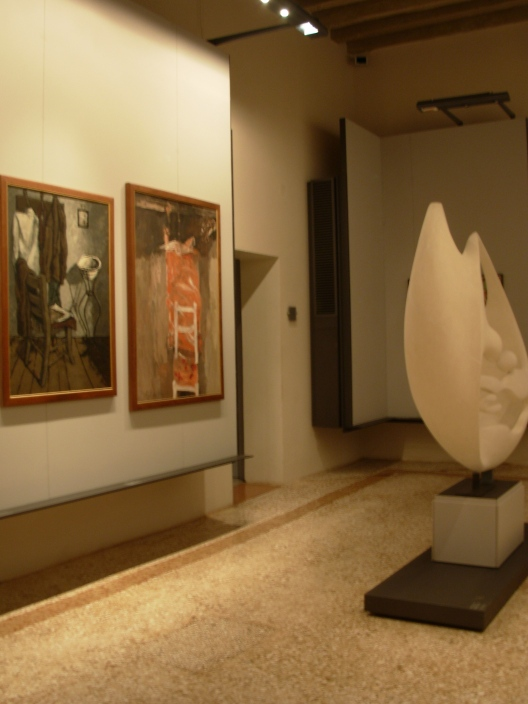
Galleria Internazionale d’Arte Moderna